# Governo de Villepin
Il governo de Villepin è stato il trentunesimo governo della Quinta Repubblica francese e il quarto del secondo mandato del presidente Jacques Chirac. È durato dal 31 maggio 2005, data alla quale ha rimpiazzato il governo Raffarin III, al 17 maggio 2007, data alla quale fu rimpiazzato dal governo Fillon I.
La nomina a primo ministro di Dominique de Villepin è stata fatta ufficialmente con una dichiarazione scritta dell'Eliseo, dopo che Jean-Pierre Raffarin aveva annunciato le sue dimissioni sulla scalinata dell'Eliseo il 31 maggio 2005.
Nel suo discorso televisivo delle 20 dello stesso giorno, il presidente della Repubblica, Jacques Chirac aveva eccezionalmente anticipato che Nicolas Sarkozy sarebbe stato ministro di Stato nel futuro governo senza precisare il suo incarico. I più vicini a Sarkozy rivelarono che sarebbe tornato al Ministero degli Interni, senza abbandonare la carica di presidente dell'UMP.
Il passaggio di consegne ebbe luogo ufficialmente a Matignon il 31 maggio alle ore 16.
L'annuncio ufficiale della composizione del governo fu fatta dall'Eliseo il 2 giugno 2005. L'esecutivo risultò composto di trentadue membri contro i quarantatré del precedente, in gran parte già facenti parte del terzo governo Raffarin (ventitré membri). Il ritorno di Nicolas Sarkozy al ministero degli Interni fu visto come un compromesso tra i componenti della maggioranza presidenziale.
Direttore di Gabinetto del primo ministro fu nominato Pierre Mongin, rimasto in carica fino al 12 luglio 2006 quando fu sostituito da Bruno Le Maire.

## Composizione

### Ministro di Stato
- Ministro di Stato, ministro degli Interni e della Pianificazione del territorio: Nicolas Sarkozy (UMP)

### Ministri
- Ministro della Difesa: Michèle Alliot-Marie (UMP)
- Ministro degli Affari Esteri: Philippe Douste-Blazy (UMP)
- Ministro dell'Impiego, della Coesione Sociale e della Casa: Jean-Louis Borloo (PR-UMP)
- Ministro dell'Economia, delle Finanze e dell'Industria: Thierry Breton (UMP)
- Ministro dell'Educazione Nazionale, dell'Insegnamento superiore e della Ricerca: Gilles de Robien (UDF)
- Guardasigilli, Ministro della Giustizia: Pascal Clément (UMP)
- Ministro dei Trasporti, delle Infrastrutture, del Turismo e del Mare: Dominique Perben (UMP)
- Ministro della Sanità e della Solidarietà: Xavier Bertrand (UMP)
- Ministro dell'Agricoltura e della Pesca: Dominique Bussereau (UMP)
- Ministro della Funzione Pubblica: Christian Jacob (UMP)
- Ministro della Cultura e della Comunicazione: Renaud Donnedieu de Vabres (UMP)
- Ministro dell'Ecologia e dello Sviluppo sostenibile: Nelly Olin (UMP)
- Ministro dell'Oltremare: François Baroin (UMP)
- Ministro delle Piccole e Medie Imprese, del Commercio, dell'Artigianato e delle Professioni Liberali: Renaud Dutreil (PR-UMP)
- Ministro della Gioventù, dello Sport e della Vita associativa: Jean-François Lamour (UMP)

### Ministri Delegati
- Ministro delegato ai Rapporti con il Parlamento: Henri Cuq  (UMP)
- Ministro delegato alla Promozione e all'Uguaglianza delle possibilità: Azouz Begag (Indipendente)
- Ministro delegato al Bilancio e alla Riforma dello Stato, portavoce del governo: Jean-François Copé (UMP)
- Ministro delegato all'Impiego, al Lavoro e all'Inserimento professionale dei giovani: Gérard Larcher (UMP)
- Ministro delegato alla Coesione sociale e alla Parità: Catherine Vautrin (UMP)
- Ministro delegato alla Cooperazione, allo Sviluppo e alla Francofonia: Brigitte Girardin (UMP)
- Ministro delegato alle Collettività territoriali: Brice Hortefeux (UMP)
- Ministro delegato agli Affari Europei: Catherine Colonna (UMP)
- Ministro delegato all'Insegnamento superiore e alla Ricerca: François Goulard (UMP)
- Ministro delegato al Turismo: Léon Bertrand (UMP)
- Ministro delegato alla Previdenza Sociale, agli Anziani, ai Disabili e alla Famiglia: Philippe Bas (UMP)
- Ministro delegato all'Industria: François Loos (PR-UMP)
- Ministro delegato al Commercio Estero: Christine Lagarde (Indipendente)
- Ministro delegato agli Ex combattenti: Hamlaoui Mékachéra (UMP)
- Ministro delegato alla Pianificazione del territorio: Christian Estrosi (UMP)

### Rimpasto del 26 marzo 2007
Jacques Chirac il 26 marzo 2007 ha proceduto a un rimpasto del governo in seguito alle dimissioni di Nicolas Sarkozy da Ministro degli Interni e di Xavier Bertand da Ministro della Sanità  a causa della campagna presidenziale. Sono stati rimpiazzati rispettivamente da François Baroin e Philippe Bas, Baroin è stato sostituito a sua volta da Hervé Mariton (UMP).
Il 5 aprile 2007 Azouz Begag, Ministro delegato alla Promozione e all'Uguaglianza delle possibilità ha rassegnato le dimissioni al Primo Ministro per "riprendere libertà di parola" e sostenere apertamente François Bayrou. Il Primo Ministro le ha trasmesse al Presidente della Repubblica che le ha accettate. Begag non è stato sostituito e le sue funzioni sono rimaste ad interim al Primo Ministro.